# エリナー・オブ・ウッドストック
エリナー・オブ・ウッドストック（Eleanor of Woodstock, 1318年6月18日 - 1355年4月22日）は、イングランド王エドワード2世と王妃イザベラ・オブ・フランスの長女。ゲルデルン（ヘルレ）公ライナルト2世の2番目の妻となった。

## 生涯
オックスフォードシャーのウッドストック宮殿で生まれた。洗礼名は父方の祖母エリナー・オブ・カスティルにちなむ。1324年、母イザベラが渡仏するのと前後して、妹ジョーンとともに従姉で若ディスペンサーの妻であるエリナー・ド・クレアに預けられた。1325年にカスティーリャ王アルフォンソ11世との縁談が持ち上がったが、実現しなかった。1330年、父を死に追いやった母と和解した。1332年、母の従妹のエノー伯爵夫人ジャンヌ・ド・ヴァロワの仲立ちにより、ゲルデルン公ライナルト2世に嫁いだ。ライナルトには最初の妻ソフィー・ベルソーとの間に娘しかおらず、エリナーは男子を産むことを期待された。公爵夫妻は間に2人の息子をもうけた。
- ライナルト3世（ドイツ語版）（1333年 - 1371年） - ゲルデルン公
- エドゥアルト（ドイツ語版）（1336年 - 1371年） - ゲルデルン公

両親の不和を原因とする不幸な幼少期が災いしてエリナーは精神的に不安定であり、ライナルト2世は彼女を疎ましく思うようになった。ライナルトは1338年、エリナーに癩病に罹ったという難癖を付けて彼女を宮廷から追放した。さらに婚姻を解消しようとしたが、ライナルトは1343年に事故死した。夫の死後、宮廷に戻ったエリナーは幼い息子ライナルト3世の摂政を務めようとしたが、失敗に終わった。さらに成長した息子と不仲となって寡婦領を没収され、経済的苦境の中、身を寄せていたシトー会の修道院で没した。